# VI. Sancho navarrai király
VI. (Bölcs) Sancho (?, 1132. április 21. –‎ Navarreria, 1194. június 27.), aki 1150-től 1194-ig uralkodott, az első olyan  uralkodó, akit Navarra királyának (a korábbi Pamplonai Királyság helyett a Navarrai Királyság királyának) neveztek.  VI. Sancho a Ximena-házból (más írások szerint a Jimena-, avagy Jiménez-házból) származott. Apja  VI. (Újjáépítő, avagy Helyreállító) García Ramirez (?–1150) pamplonai király (1134–1150) volt.

## Élete
VI. Sancho nehéz külső körülmények között uralkodott, de megőrizte a királyság tényleges függetlenségét és egységét, és ezzel kiérdemelte a „bölcs” jelzőt. 1151-ben ugyanis, amikor Kasztília és León és Aragónia már megállapodott, hogyan osszák fel a Navarrai Királyságot, hűbérurának ismerte el a Burgundiai-házból származó  VII. (Császár) Alfonzot (1105–1157), Kasztília és León királyát (1126–1157). Ezt azzal is megerősítette, hogy Sanchát, (van, ahol Beatríz /1137?–1179?/), VII. Alfonz leányát vette nőül. 
VI. Sancho utóda és egyben a Ximena-ház utolsó uralkodója a fia, Sancho (1160?–1234) lett. VII. Sancho,  aki 1194-től 1234-ig uralkodott.